# Hanamaru Yōchien
Hanamaru Yōchien (はなまる 幼稚園) é uma série de mangá escrita e ilustrada por Yuto e publicada pela Square Enix. É principalmente sobre uma menina do jardim de infância que está apaixonada por seu professor e tenta ganhar o seu afeto, mas sempre falha. Foi adaptado para anime, produzido pela Gainax e começou a ser exibido no Japão em 10 de janeiro de 2010 na TV Tokyo.

## Enredo
Em seu primeiro dia na pré-escola, Anzu conhece Tsuchida, que mais tarde seria seu professor. Lá ela conhece a tímida Koume e a excêntrica Hiiragi, ambas da classe Sakura, onde o professor é Tsuchida. Juntas, elas tentam atrair a atenção de seu professor Tsuchida. No entanto, ele é claramente mais interessado na bonita Yamamoto que supervisiona a classe ao lado.

## Personagens

### Professores
Naozumi Tsuchida (土田 直純, Tsuchida Naozumi)
O único professor homem de Hanamaru, que começou a ensinar na escola após a graduação. A princípio, ele era visto como não confiável, mas conforme o tempo passou, ele ganhou confiança como professor. Ele é viciado em games, e joga até tarde, isso acaba fazendo com que ele se atrase sempre na hora de ir à escola. É desastrado e confuso. Anzu gosta dele, mas ele não corresponde sua afeição. Ele sente atração por Yamamoto.Dublado por Satoshi Hino.
Nanako Yamamoto (山本 菜々子, Yamamoto Nanako)
Uma das professoras de Hanamaru. Mesmo Tsuchida gostando dela, ela não percebe. Ela se considera uma mulher que não é atraente.Dublada por Erino Hazuki.
Kusano (草野)
Uma professora de Hanamaru que gosta de esportes e adora músculos. Ela se diverte vendo Tsuchida tentando conseguir atenção de Yamamoto.Dublada por Kaoru Mizuhara.

### Estudantes
Anzu (杏) — É uma menina que estuda na sala de Tsuchida. Ela tem uma queda por Tsuchida a ponto de querer casar com ele, mas sempre falha em suas tentativas de conseguir seu afeto e atenção. É filha de Sakura, que foi colega de Tsuchida no colegial. Anzu é amiga de Koume e Hiiragi. Vive se envolvendo em situações que deixam os adultos preocupados. É muito energética e previsível. Dublada por Kei Shindō.
Koume (小梅) — Uma estudante da classe de Tsuchida. É muito tímida e sensível.Dublada por MAKO.
Hiiragi (柊) — É da mesma classe que Koume e Anzu. É muito inteligente, porém, se envergonha facilmente. Seu pai é atrônomo, daí, o interresse de Hiiragi por livros e estrelas. Dublada por Ayahi Takagaki
Yū (優) — Um menino que ajudou Koume quando ela caiu. A partir daí, Koume começa a gostar dele. Dublado por Hiromi Igarashi.